# Lamprosema asaphialis
Lamprosema asaphialis là một loài bướm đêm trong họ Crambidae.